# Хамецереус Сильвестра
Хамецереус Сильвестра (лат. Chamaecereus silvestrii) — вид растений рода Хамецереус (Chamaecereus), семейства Кактусовые (Cactaceae). Родина — Аргентина.
Растение образует сплошной ковер с острыми колючками, который стелется вдоль земли. Eго также называют «арахисовым кактусом», так как маленькие отростки которые легко образуются на более взрослых стелющихся стеблях, напоминают плоды арахиса. Эти отростки отличаются сильной ломкостью и очень легко укореняются прямо в почве. В итоге из одного отростка можно быстро получить целые заросли.

## Название
Родовое латинское (научное) название Chamaecereus происходит от греч. chamai — «низкий» или «на земле» и названия рода Cereus — Цереус (от лат. cereus — «восковой» или «восковая свеча».
Видовой латинский эпитет был дан в честь Филиппо Сильвестри (1873–1949), итальянского энтомолога и ботаника.

## Ботаническое описание
Низкорослое стелющееся растение до 10 см, образующее многочисленные пальцевидные побеги светло-зеленого цвета, диаметр стебля 1 см. Кактус имеет 5-9 ребер. Колючки маленькие, белого цвета до 15 шт. Стебель не больше 1,25-2,5 см в диаметре, иногда достигает в длину 15 см, имеет 8-10 ребер, на которых очень близко друг к другу расположены ареолы, несущие короткие тонкие колючки белого или соломенного цвета. Появляющиеся весной и ранним летом цветки имеют 5-7,5 см в диаметре и не увядают около двух дней; красные, оранжевые, диаметром 3 см. Цветение начинается на 3-й год. Период цветение очень короткий, 2-3 дня.

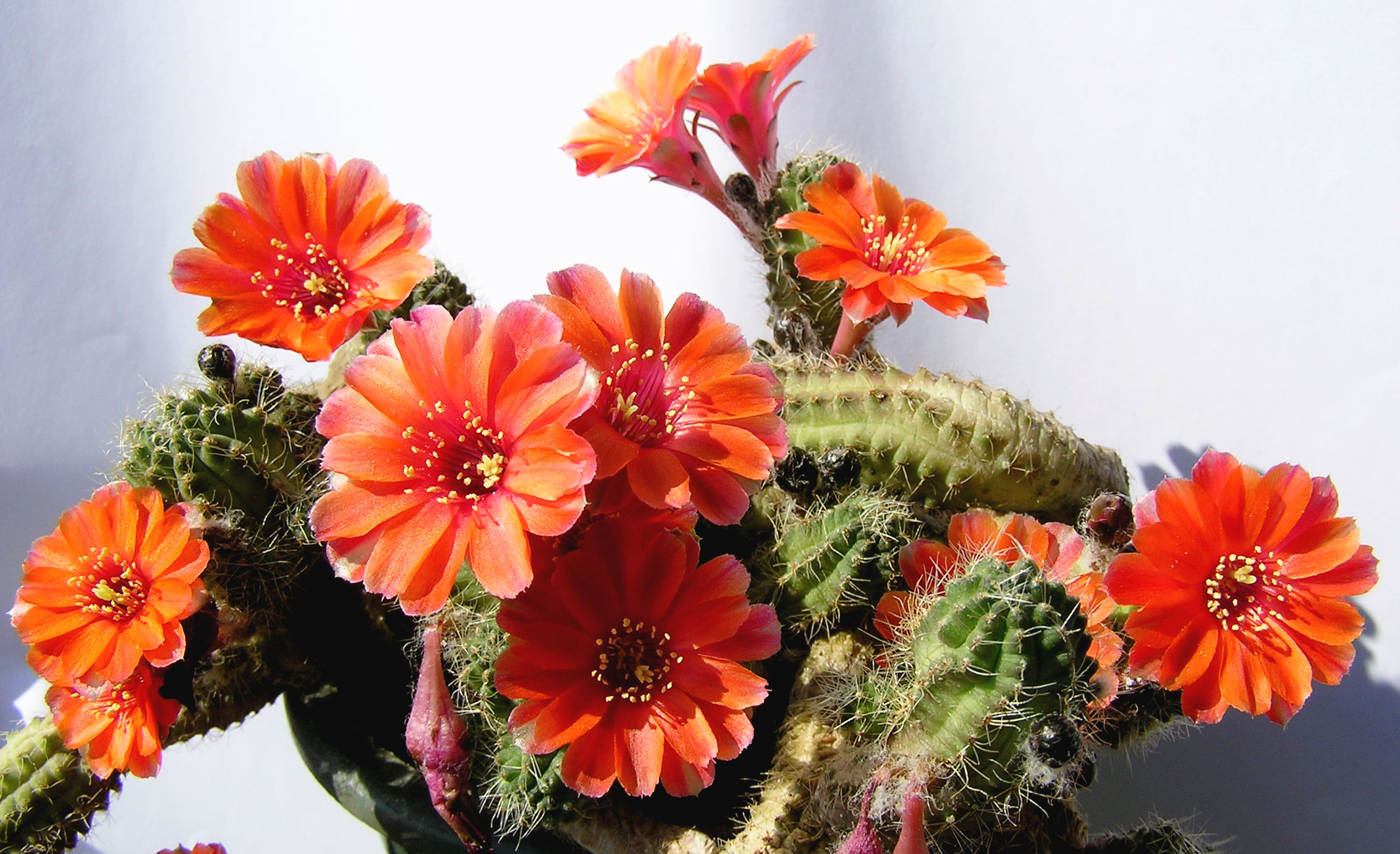
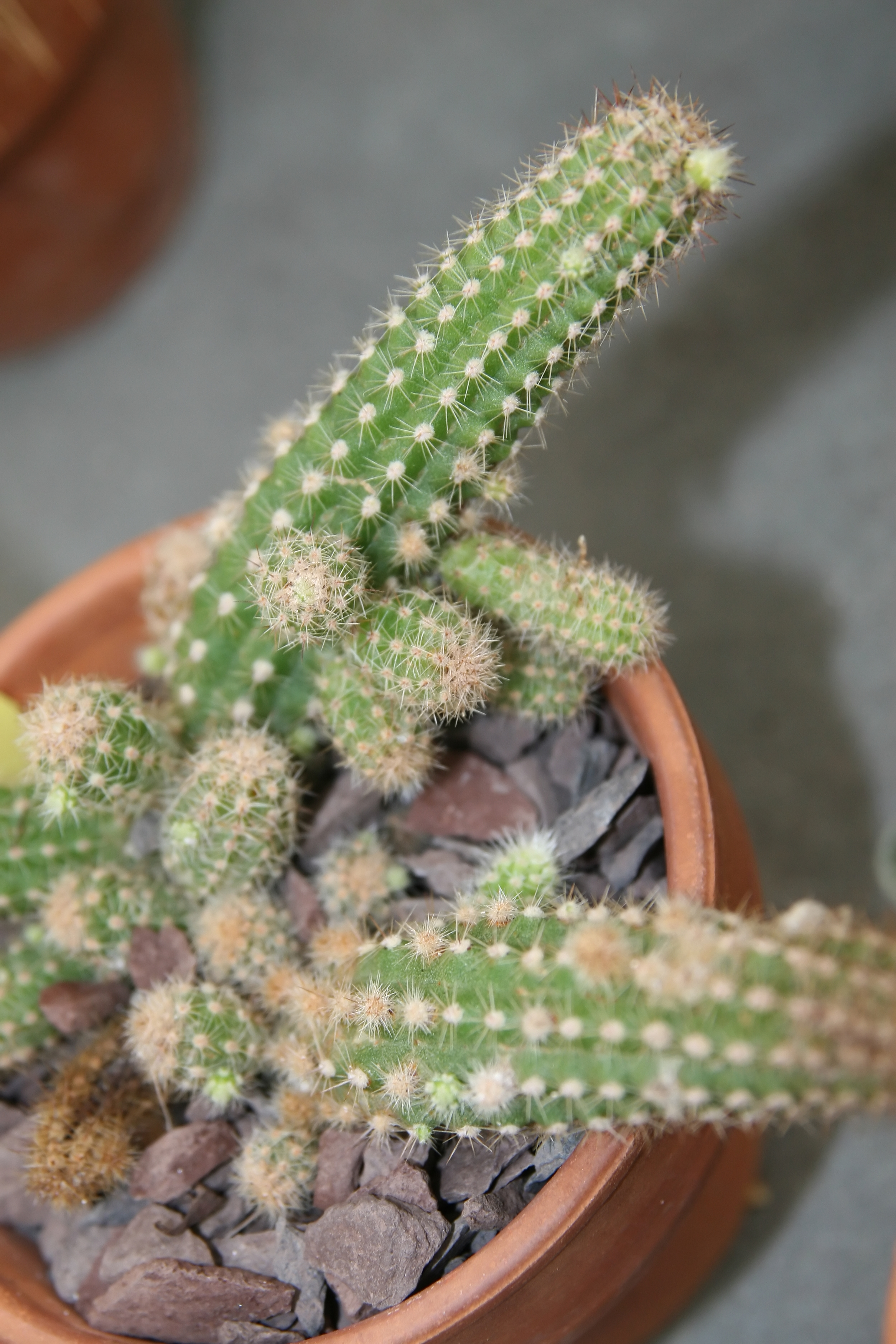
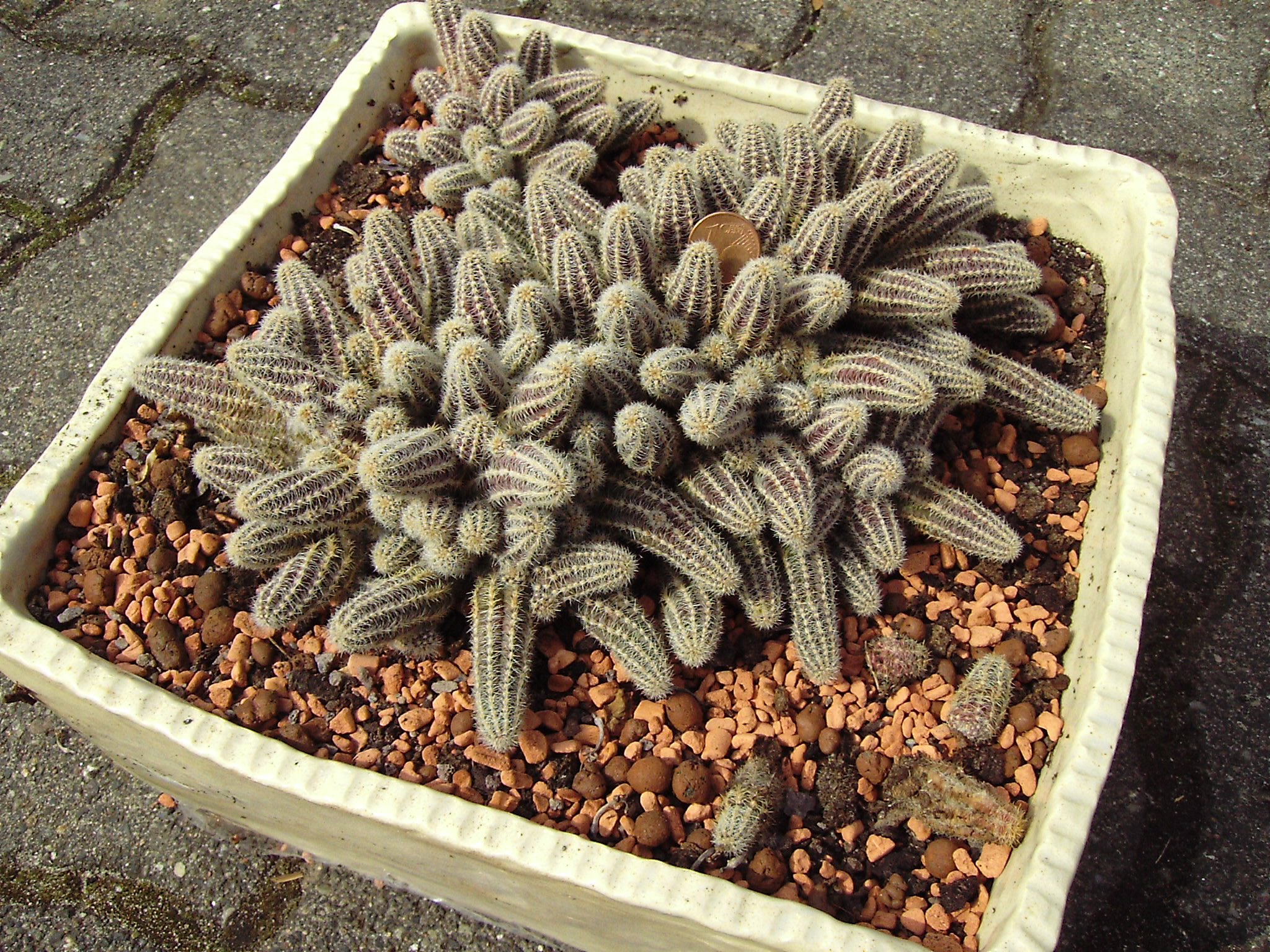
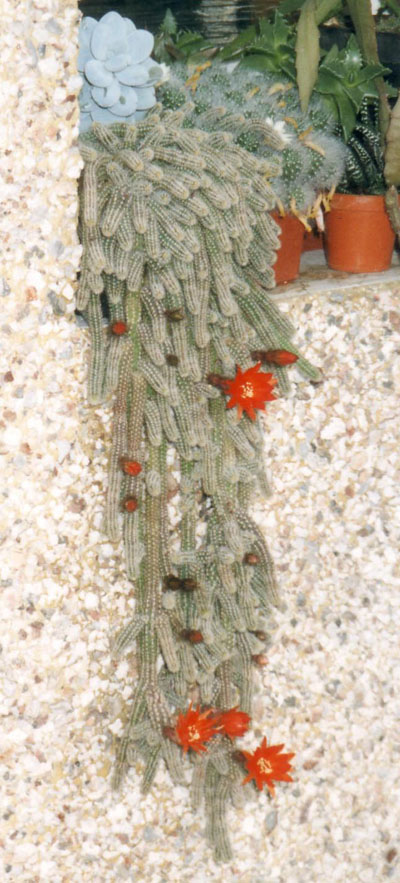

## Таксономия
Chamaecereus silvestrii (Speg.) Britton & Rose, первое упоминание в Cact. 2: 48 (1922).

### Синонимы
Гомотипные (основанные на одном и том же номенклатурном типе):
- Cereus silvestrii Speg. (1911)
- Echinopsis chamaecereus H.Friedrich & Glaetzle (1983)
- Lobivia silvestrii (Speg.) G.D.Rowley (1967)

Гетеротипные (основанные на разных номенклатурных типах):
- Cereus silvestrii var. crassicaulis Backeb. (1934)

## Выращивание
Очень простой в культуре вид, может расти в любой более или менее подходящей земле при легком притенении. С весны до осени требует обильного полива, но зимой его лучше содержать в полной сухости при температуре 5-10 С. Более теплое зимнее содержание неблагоприятно сказывается на цветении в следующем сезоне.

## Примечание
1. ↑  Капранова Н. Н. Комнатные растения в интерьере. — М. : Изд-во МГУ, 1989. — С. 85. — 190 с. — ISBN 5-211-00458-2.
2. ↑  cereus (англ.) // Wiktionary. — 2023-03-17. Архивировано 23 марта 2023 года.
3. 1 2 3  Chamaecereus silvestrii (Speg.) Britton & Rose | Plants of the World Online | Kew Science (англ.). Plants of the World Online. Дата обращения: 5 ноября 2022. Архивировано 5 ноября 2022 года.